# Fuentes de Andalucía
Fuentes de Andalucía – gmina w Hiszpanii, w prowincji Sewilla, w Andaluzji, o powierzchni 150,18 km². W 2011 roku gmina liczyła 7315 mieszkańców. Termin Fuentes de Andalucía został utworzony w XIX wieku przez zjednoczenie lordów Fuentes i La Monclova.